# Hans Weber (Jurist)
Johann Conrad „Hans“ Weber (* 26. November 1839 in Lenzburg; † 30. Mai 1918 in Bern; heimatberechtigt in Oberflachs und Hunzenschwil) war ein Schweizer Politiker, Richter und Journalist. Von 1872 bis 1875 vertrat er den Kanton Aargau im Nationalrat. Er war vier Jahre lang Chefredaktor der Neuen Zürcher Zeitung und mehr als drei Jahrzehnte lang Bundesrichter.

## Biografie
Weber war der Sohn eines Seminarlehrers und wuchs in Lenzburg auf. Die Mutter stammte aus Esslingen am Neckar im Königreich Württemberg. Nachdem er die Bezirksschule in Zofingen besucht hatte, absolvierte er die Kantonsschule in Aarau. Anschliessend studierte er Recht an den Universitäten von Heidelberg, München und Zürich. 1863 erhielt er das Anwaltspatent, worauf er in Lenzburg eine Kanzlei eröffnete. Neben seiner Arbeit als Rechtsanwalt war er journalistisch tätig. Als Redaktor des Aargauischen Wochenblattes scheint er einen sehr guten Ruf erworben zu haben, denn die renommierte Neue Zürcher Zeitung bot ihm an, im März 1872 den Posten des Chefredaktors zu übernehmen. Diese Tätigkeit übte er bis Ende Januar 1876 aus.
1864 begann Webers politische Karriere mit der Wahl in den Aargauer Grossen Rat, in welchem er der freisinnigen Fraktion angehörte. Ein besonderes Anliegen war für ihn die Trennung von Kirche und Staat. Grössere Bekanntheit erlangte er, als der Bundesrat ihn zum ausserordentlichen Bundesanwalt ernannte. Er sollte die gewalttätigen Vorfälle des Tonhallekrawalls in Zürich vom 9. März 1871 untersuchen, die eine Bundesintervention erforderlich gemacht hatten. Bei den Parlamentswahlen im Oktober 1872 wurde Weber von den Stimmberechtigten des Wahlkreises Aargau-Mitte in den Nationalrat gewählt und trat als Grossrat zurück. Er gehörte zu den Mitunterzeichnern einer Motion von Jakob Stämpfli, welche die Revision der schweizerischen Bundesverfassung forderte. In den nachfolgenden Verhandlungen beeinflusste er mit seinen Anträgen den Schulartikel der Bundesverfassung.
Nach seinem Rücktritt als Nationalrat wählte die Bundesversammlung Weber im Dezember 1875 zum Bundesrichter, als Nachfolger von Fridolin Anderwert. In den Jahren 1881 und 1882 amtierte er als Bundesgerichtspräsident. Die Universität Zürich verlieh ihm 1894 die Ehrendoktorwürde für seine Verdienste um die schweizerische Gesetzgebung und Rechtsgeschichte. Im Oktober 1908 liess er sich vom Bundesrat zum Direktor des Zentralamtes für den internationalen Eisenbahntransport ernennen. Diese Tätigkeit übte er bis Dezember 1917 aus.